# Amy Sayer
Amy Joan Irene Sayer (* 30. November 2001 in Sydney) ist eine australische Fußballspielerin.

## Karriere

### Verein
Sayer spielte in ihrer Jugend beim Football NSW Institute und unterschrieb 2016 bei Sydney University. Zur Saison 2017/18 wechselte sie in die A-League Women zu Canberra United. In der Folgesaison spielte sie für Sydney FC.
Im Jahr 2020 zog sie in die USA, begann dort ein Studium und spielte hier für Stanford Cardinal. Zur Saison 2023 schloss sie sich dem San Francisco Glens SC an.
Im August 2023 erhielt sie einen Vertrag bei Kristianstads DFF.

### Nationalmannschaft
Für die australische U17 kam sie im Jahr 2016 zu einigen Einsätzen. Ab demselben Jahr war sie auch in der U20 aktiv. Ihre erste Nominierung für die A-Nationalmannschaft folgte im Jahr 2018. Beim Tournament of Nations erhielt sie am 2. August 2018 ihren ersten Einsatz, als sie bei einem 2:0-Sieg über Japan in der 90.+3. Minute für Kyah Simon eingewechselt wurde. Anschließend folgten im Verlauf des Jahres noch zwei Freundschaftsspieleinsätze.
In der Nationalmannschaft ging es für sie ab 2021 weiter, als sie zu einigen Einsätzen kam. Im Jahr 2023 wurde sie nicht eingesetzt und erhielt auch keine Nominierung für den australischen Kader der Weltmeisterschaft 2023.